# Renzo Fadiga
Renzo Fadiga (1890 circa) è stato un allenatore di calcio e calciatore italiano, di ruolo attaccante.

## Carriera

### Giocatore
Nella stagione 1919-1920 esordisce nel Treviso mettendo a segno 5 gol in 12 presenze nel campionato di Promozione (la seconda serie dell'epoca), chiuso dalla squadra veneta al 3º posto in classifica. Fadiga rimane in rosa anche nella stagione 1920-1921 e nella stagione 1921-1922, entrambe in massima serie, mentre nella stagione 1922-1923 ha realizzato 7 gol in 14 partite in Seconda Divisione.

### Allenatore
Nella stagione 1940-1941 ha allenato per 6 partite il Treviso, nel campionato di Serie C.